# Detlev Holland-Moritz
Detlev Holland-Moritz (* 28. Dezember 1954 in Solingen) ist ein deutscher Schriftsteller und lebt in Berlin.

## Leben
Detlev Holland-Moritz studierte Germanistik. Er lebt und arbeitet in Berlin. Seine erste Veröffentlichung findet sich in Wolfgang Müllers Kultbuch Geniale Dilletanten. Seit Anfang der 1980er-Jahre ist er schriftstellerisch tätig und präsentiert zunächst in Westberlin seine Texte als multimediale Leseperformances. Seit dieser Zeit trägt er einschlägig zur Literaturszene der Stadt bei.
In den 1990er-Jahren beginnt er auch seine langjährige Performancetätigkeit zu dokumentieren. Seine Arbeiten werden auf kleinen Bühnen und großen Festivals präsentiert, wie dem Steirischen Herbst in Graz oder dem Theaterfestival Spielart in München. 
Die Kurzfilme Die Langdon Connection und Der Staub der Stadt basieren auf seinen Texten. Der Staub der Stadt (Regie: Heike Ollertz; Darsteller und Sprecher: D. Holland-Moritz) wird 1997/98 auf der Berlinale uraufgeführt und erhält beim Monstra de Valencia den Spezialpreis der Jury. 
Sein 2002 im Merve Verlag erschienener Erzählband Lovers Club. Eine Stimme aus dem Off, ein Beitrag zum Selbstverständnis der 70er Jahre-Generation und zur Geschichte des Pop in der westdeutschen Provinz, erlangt im Feuilleton einige Beachtung.
Seit 2000 veröffentlicht D. Holland-Moritz regelmäßig in der Avantgarde-Literaturzeitschrift perspektive - hefte für zeitgenössische literatur.
Seit 2003 unterhält er mit Ralf B. Korte und Uwe Warnke den Literatursalon TextTotal, der das zeitgenössische Poesieverständnis auf kritische und außergewöhnliche Art analysiert.

## Publikationen
- Der Weg durch Gegenwelten und eine Bonus-Story, Martin Schmitz Verlag, Kassel, Berlin 1995
- Und immer parallel zur Venus, CD, Martin Schmitz Verlag, Kassel, Berlin 2001
- Lovers Club. Eine Stimme aus dem Off, Merve Verlag, Berlin 2002
- Fan Base Pusher. Notizen aus der Peripherie 2002 - 2005, Ritter Verlag, Klagenfurt 2008
- War jewesen: West-Berlin 1961 - 89, Parthas-Verlag, Berlin 2009 (als Mitherausgeber mit Gabriela Wachter)
- Promoter. Ein Magazin, Ritter Verlag, Klagenfurt 2011